# چوپان: گشت مرزی
چوپان: گشت مرزی (به انگلیسی: The Shepherd: Border Patrol) یک فیلم ویدئویی آمریکایی اکشن به کارگردانی آیزاک فلورنتین با بازی ژان-کلود ون دام که در سال ۲۰۰۸ میلادی منتشر شد.

## داستان
یک مامور پلیس تگزاس با کماندوهای سابق ارتش که تلاش می‌کنند تا یک محموله مواد مخدر را به درون خاک کشور قاچاق کنند مبارزه می‌کند و…

## بازیگران
- ژان کلود ون دم درنقش جک روبیدو
- استفن لورد درنقش بنیامین میرز
- ناتالی جی. راب درنقش کاپیتان رامونا گارسیا
- گری مک‌دونالد درنقش بیلی پاونل
- دنیل پرون درنقش فلیکس نستور
- اسکات ادکینز درنقش کارپ
- آندری برنارد درنقش لکسسی
- دن دیویس درنقش املی
- مایلز اندرسون
- لوئیس اورتیز
- تاد جنسون
- ایوایلو گراسکوف
- ولیسلاف پاولوف
- فیل مک‌کی
- بوگدان پلاکوف
- بیانکا بری درنقش کاسی روبیدو (دختر جک روبیدو)

## تولید
فیلمبرداری این فیلم به مدت ۴۷ روز بین ۶ فوریه تا ۲۵ مارس ۲۰۰۷ در بلغارستان انجام شد.